# Cesare Sterbini
Cesare Sterbini (* 29. Oktober 1783 in Rom; † 19. Januar 1831 ebenda) war ein italienischer Opernlibrettist.
Sterbini verfasste die Libretti zweier Opern von Gioacchino Rossini: das auf einer Komödie von Pierre Augustin Caron de Beaumarchais beruhende Libretto zu Il barbiere di Siviglia und das Libretto zu Torvaldo e Dorliska.